# Open Government Licence
L'Open Government Licence (ou OGL) est une licence open data publiée par le Gouvernement du Royaume-Uni. C'est une licence compatible avec la licence Creative Commons Attribution (CC-BY).